# Norma clássica do occitano
A norma clássica é uma norma linguística (uma codificação) que fixa a língua occitana. Esta norma é baseada na tradição milenar da escrita clássica do occitano, tendo-lhe sido adicionado o processo de codificação. Está em concorrência com outras normas que estão menos estendidas em occitano (norma mistraliana, norma bonaudiana, norma da Escola do Po).

## Composição
A norma clássica é composta por dois aspetos principais:
- A norma ortográfica, que fixa o modo de escrever os fonemas. A grafia clássica engloba a ortografia clássica e diversos usos escritos não codificados mas que estão próximos da ortografia clássica.
- A norma oral, que fixa o modo recomendado de falar em occitano.

## Desenvolvimento
Se a grafia clássica nasceu antes de 1000 (com os primeiros documentos escritos em occitano, a norma clássica desenvolveu-se em três etapas a partir de 1935:
- Surgiu em 1935 com a publicação da Gramática occitana segundo os dialetos languedocianos de Loïs Alibert.
- Foi desenvolvida depois pelo Instituto de Estudos Occitanos (IEO) a partir de 1945. A isto adiciona-se, em particular, as obras de Pèire Bec e Robèrt Lafont desde os anos cinquenta.
- É regulada pelo Conselho da Língua Occitana (CLO) desde 1996.

A norma clássica expandiu-se sobretudo a partir da segunda metade do século XX, fazendo regular a norma mistraliana. Hoje a norma clássica é usada em toda a Occitânia. Há ainda, no entanto, casos de concorrência:
- Em provençal e provençal niçardo, entre norma clássica e norma mistraliana.
- Nos Vales Occitanos italianos, entre norma clássica e norma da Escola do Po.
- Em auvernês, entre norma clássica e norma bonaudiana.

## Padronização: ooccitan larg
As diferentes grafias concorrentes do occitano (clássica, mistraliana, bonaudiana, da Escola do Po) foram concebidas em princípio para representar falas ou dialetos, sem fixar uma variedade padronizada da língua occitana. Porém, a norma mistraliana possibilitou desde finais do século XIX o surgimento de três koinés literários regionais: um em provençal geral, um em niçardo e outro em gascão bearnês. Além disso, pode dizer-se que o koiné provençal mistraliano prefigura uma língua-padrão.
A norma clássica, a partir do século XX, procurou desenvolver esses três koinés mas favoreceu também koinés regionais suplementares em limosino e em languedociano. Desde a oficialização do occitano no Valle de Arán em 1990, também a norma clássica favorece uma variedade bastante codificada do gascão aranês.
Ao lado de tais experiências de koinés regionais, baseadas na norma clássica, a vontade consciente de fixar uma variedade de padrão geral do occitano surgiu na década de 1970 com as investigações dos linguistas Pèire Bèc, Robèrt Lafont, Rogièr Teulat, Jacme Taupiac, e na década seguinte por Patric Sauzet. A variedade padrão chama-se, segundo os autores, «occitano referencial», «occitano padrão» ou, mais recentemente, occitan larg (occitano amplo). A maior parte dos especialistas concordam em que o occitano padrão se compõe:
- De una variedade geral que se baseia no dialeto languedociano (dialeto intermédio entre os restantes, mas não superior a eles)
- De adaptações regionais do padrão, que terão alguns rasgos dialetais típicos, à parte de uma grande convergência e  conceção unitária. É uma maneira de federar dentro do occitano padrão os distintos koinés regionais que se desenvolveram nos séculos XIX e XX.

## Comparação
| Comparação entre as quatro normas existentes em occitano (texto extraído da Declaração Universal dos Direitos Humanos) | Comparação entre as quatro normas existentes em occitano (texto extraído da Declaração Universal dos Direitos Humanos) | Comparação entre as quatro normas existentes em occitano (texto extraído da Declaração Universal dos Direitos Humanos) | Comparação entre as quatro normas existentes em occitano (texto extraído da Declaração Universal dos Direitos Humanos)                                                                |
| Norma clássica | Norma mistraliana | Norma bonaudiana | Norma da Escola do Po |
| --- | --- | --- | --- |
| Provençal Totei lei personas naisson liuras e egalas en dignitat e en drech. Son dotadas de rason e de consciéncia e li cau (/fau) agir entre elei amb un esperit de frairesa. Provençal niçardo Toti li personas naisson liuri e egali en dignitat e en drech. Son dotadi de rason e de consciéncia e li cau agir entre eli emb un esperit de frairesa. Auvernês Totas las personas naisson liuras e egalas en dignitat e en dreit. Son dotadas de rason e de consciéncia e lor chau (/fau) agir entre elas amb un esperit de frairesa. Vivaro-alpino Totas las personas naisson liuras e egalas en dignitat e en drech. Son dotaas de rason e de consciéncia e lor chal agir entre elas amb un esperit de frairesa. Limosino Totas las personas naisson liuras e egalas en dignitat e en drech. Son dotadas de rason e de consciéncia e lor chau (/fau) agir entre elas emb un esperit de frairesa. Gascão Totas las personas que naishen liuras e egaus en dignitat e en dreit. Que son dotadas de rason e de consciéncia e que'us cau (/fau) agir entre eras dab un esperit de hrairessa. Languedociano Totas las personas naisson liuras e egalas en dignitat e en drech. Son dotadas de rason e de consciéncia e lor cal agir entre elas amb un esperit de frairesa. | Provençal Tóuti li persouno naisson libro e egalo en dignita e en dre. Soun doutado de resoun e de counsciènci e li fau agi entre éli em' un esperit de freiresso. Provençal niçardo Touti li persouna naisson libri e egali en dignità e en drech. Soun doutadi de rasoun e de counsciència e li cau agì entre eli em' un esperit de frairessa. Gascão (grafia febusiana) Toutes las persounes que nachen liures e egaus en dinnitat e en dreyt. Que soû doutades de rasoû e de counsciencie e qu'ous cau (/fau) agì entre eres dap û esperit de hrayresse. | Auvernês Ta la proussouna neisson lieura moé parira pà dïnessà mai dret. Son charjada de razou moé de cousiensà mai lhu fau arjî entremeî lha bei n'eime de freiressà. (Touta la persouna naisson lieura e egala en dïnetàt e en dreit. Soun doutada de razou e de cousiensà e lour chau ajî entre ela am en esprî de freiressà.) | Vivaroalpino Toutes les persounes naisoun liures e egales en dignità e en drech. Soun douta de razoun e de counsiensio e lour chal agir entre eles amb (/bou) un esperit de freireso. |

| Comparação entre as quatro normas existentes em occitano: grafemas típicos | Comparação entre as quatro normas existentes em occitano: grafemas típicos | Comparação entre as quatro normas existentes em occitano: grafemas típicos | Comparação entre as quatro normas existentes em occitano: grafemas típicos |
| Norma clássica                                                             | Norma mistraliana                                                          | Norma bonaudiana                                                           | Norma da Escola do Po                                                      |
| -------------------------------------------------------------------------- | -------------------------------------------------------------------------- | -------------------------------------------------------------------------- | -------------------------------------------------------------------------- |
| -a final                                                                   | -o (-a, -e)                                                                | -à                                                                         | -o (-a)                                                                    |
| ò                                                                          | o                                                                          | o                                                                          | o                                                                          |
| o, ó                                                                       | ou                                                                         | ou                                                                         | ou                                                                         |
| uè, ue                                                                     | ue, iue                                                                    | eu (ue)                                                                    | ue (ö)                                                                     |
| lh                                                                         | i/h (lh)                                                                   | lh                                                                         | lh                                                                         |
| nh                                                                         | gn                                                                         | nh                                                                         | nh                                                                         |
| s, ss c(e), c(i), ç                                                        | s, ss c(e), c(i), ç                                                        | s, ss                                                                      | s                                                                          |
| z s entre duas vogais                                                      | z s entre duas vogais                                                      | z                                                                          | z                                                                          |
| à è ò á é í ó ú                                                            | à è ò ì ù é óu                                                             | à è eù où é â ê î û                                                        | à è ò ì ù où é                                                             |
| Escrevem-se todas as consoantes finais mudas.                              | Escrevem-se certas consoantes finais mudas.                                | Escrevem-se certas consonantes finais mudas.                               | Não se escrevem as consonantes finais mudas.                               |